# Leptonereis egregicirrata
Leptonereis egregicirrata är en ringmaskart som beskrevs av Treadwell 1924. Leptonereis egregicirrata ingår i släktet Leptonereis och familjen Nereididae. Inga underarter finns listade i Catalogue of Life.